# Paratrechina mixta
Paratrechina mixta är en myrart som först beskrevs av Auguste-Henri Forel 1897.  Paratrechina mixta ingår i släktet Paratrechina och familjen myror. Inga underarter finns listade i Catalogue of Life.

## Bildgalleri

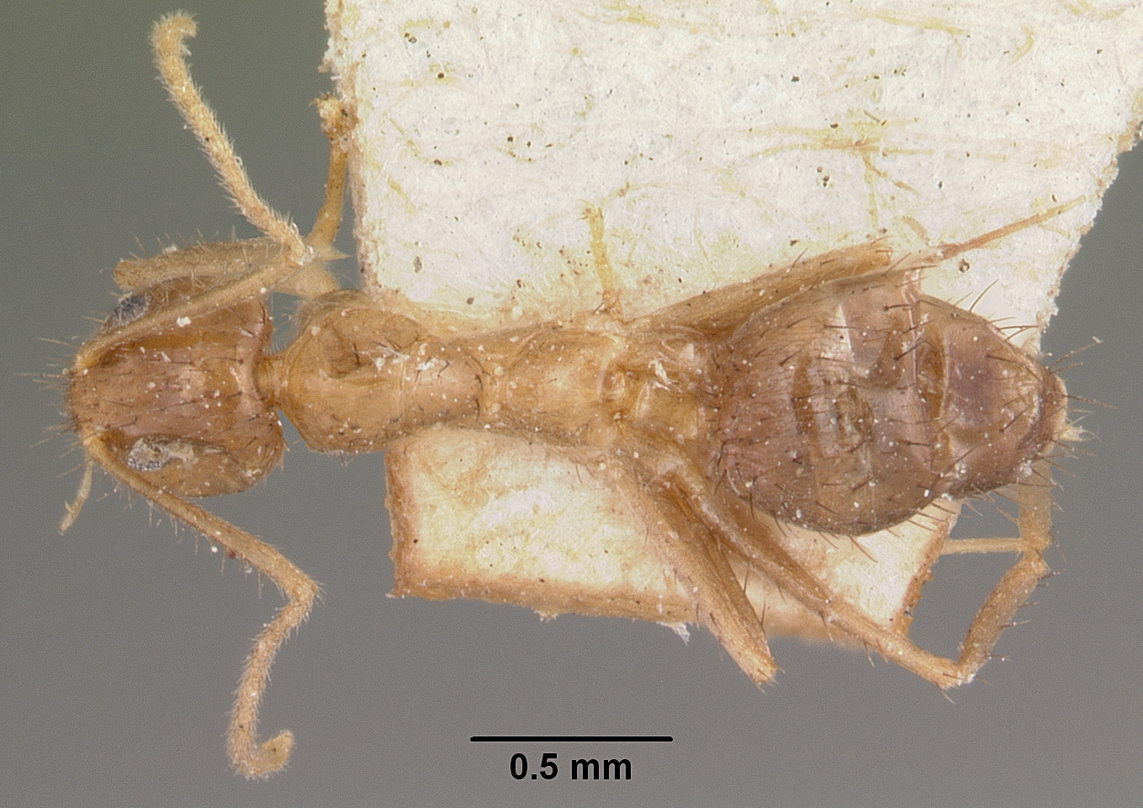
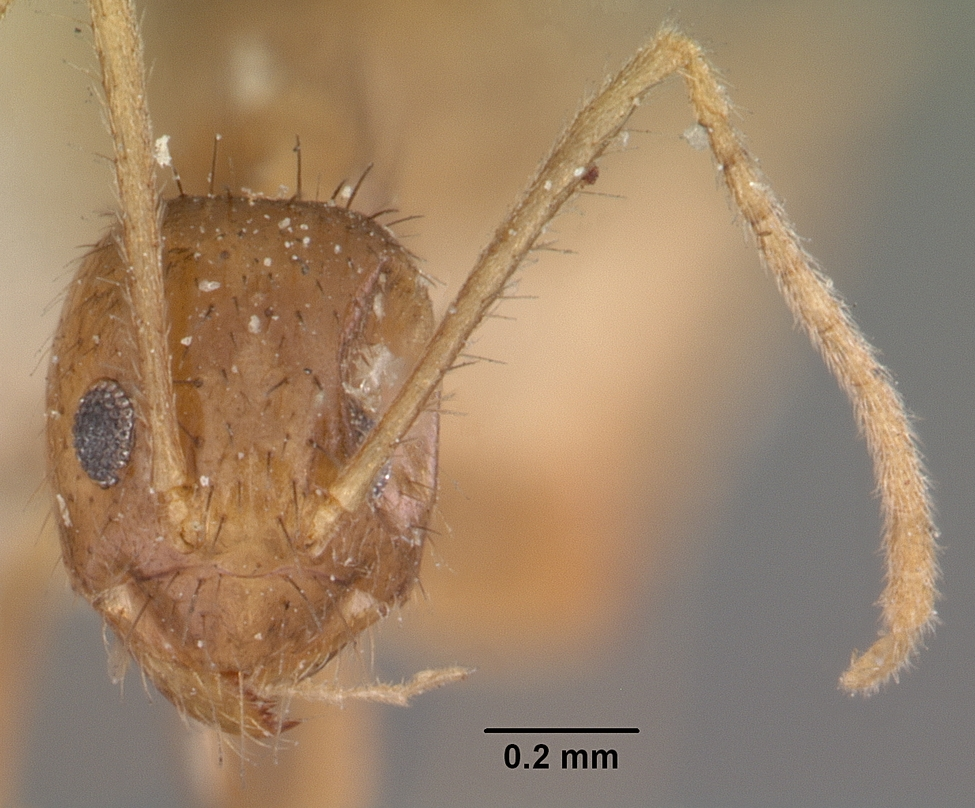
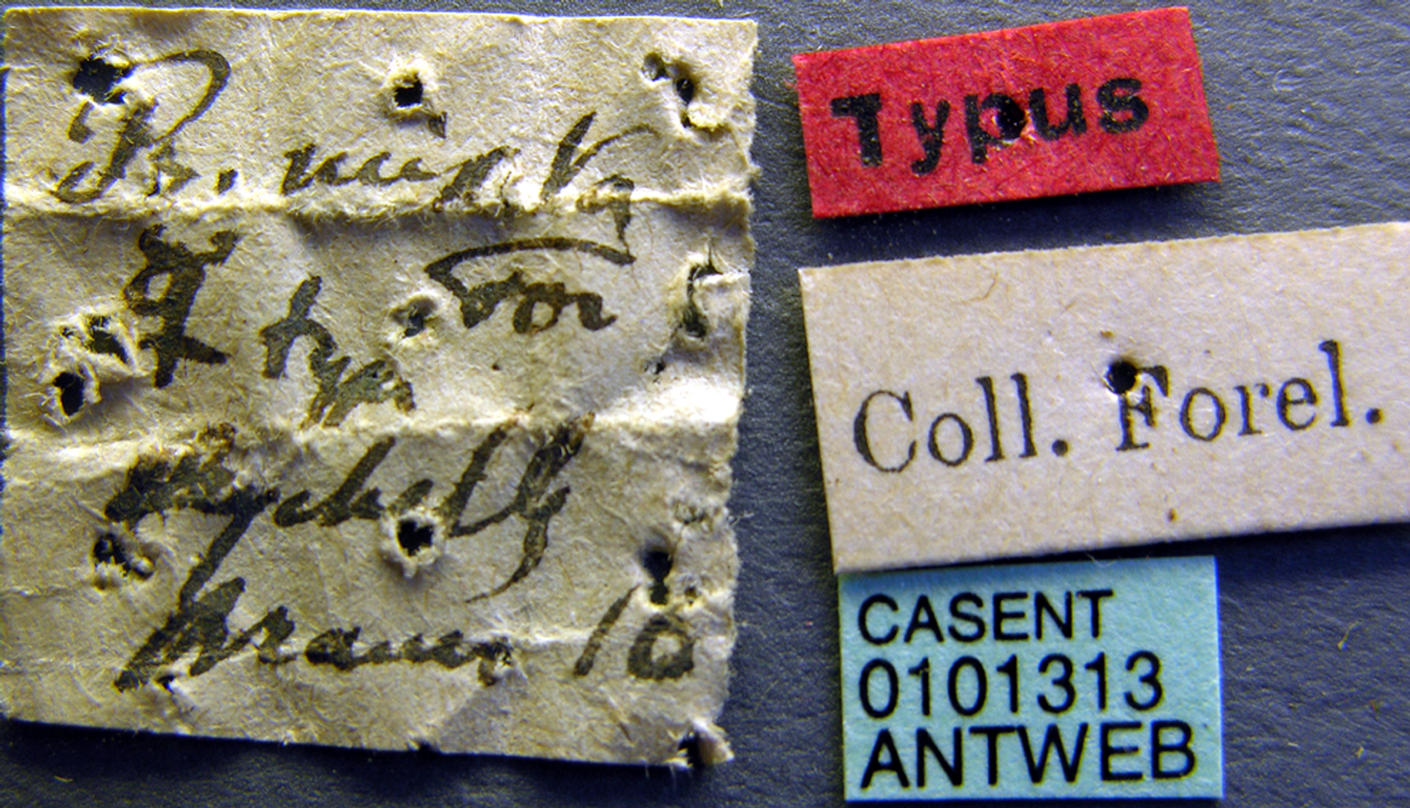
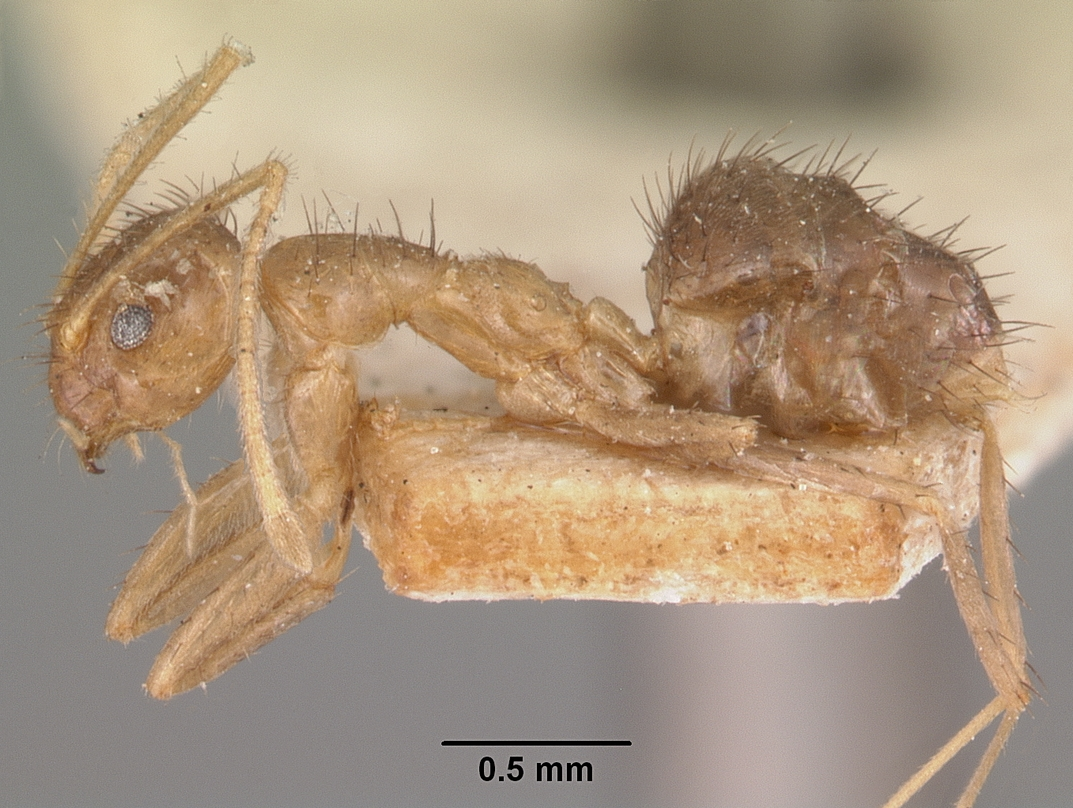
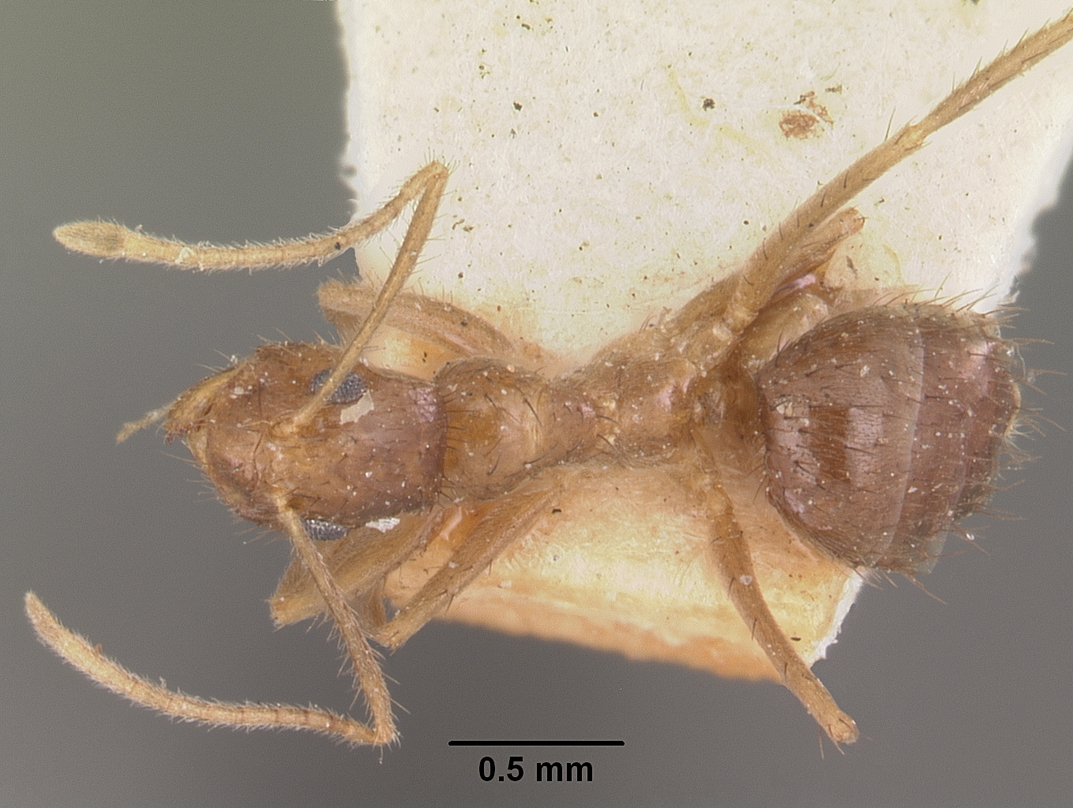
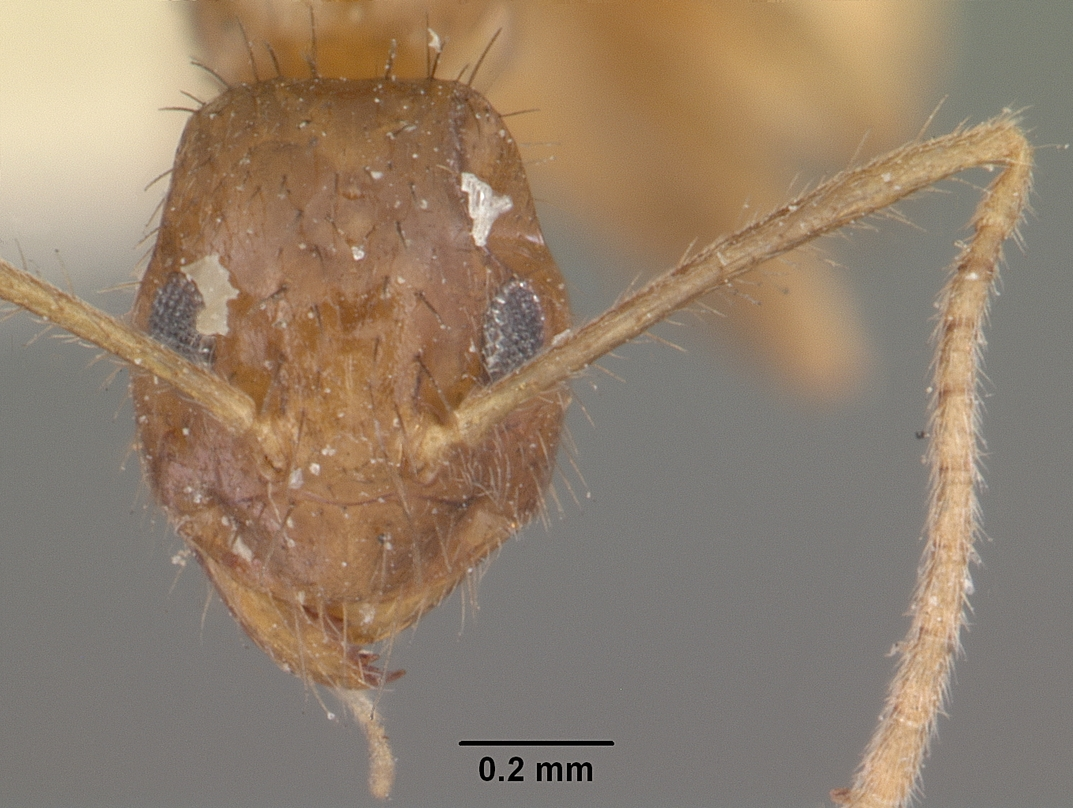